# Área de Relevante Interesse Ecológico Pontal dos Latinos e Pontal dos Santiagos
A Área de Relevante Interesse Ecológico Pontal dos Latinos e Pontal dos Santiagos é uma unidade de conservação do Rio Grande do Sul, Brasil.
Localizada no município de Santa Vitória do Palmar, é uma unidade de uso sustentável administrada pelo Instituto Chico Mendes de Conservação da Biodiversidade. Com uma área de 2.992,26 hectares, foi criada em 5 de junho de 1984 pela Resolução Conama nº 005, objetivando preservar um trecho do bioma pampa.